# Liste des monuments historiques de Hüttingen bei Lahr
La Liste des monuments historiques de Hüttingen bei Lahr contient trois monuments historiques à Hüttingen bei Lahr, une municipalité allemande située dans le Land de Rhénanie-Palatinat et l'arrondissement d'Eifel-Bitburg-Prüm.

## Liste
| Monument                             | Adresse          | Coordonnées                      | Notice | Protection | Date | Illustration                         |
| ------------------------------------ | ---------------- | -------------------------------- | ------ | ---------- | ---- | ------------------------------------ |
| Église catholique St. Antonius, 1900 | Antoniusstraße 1 | 49° 55′ 50″ nord, 6° 17′ 54″ est |        |            |      | Église catholique St. Antonius, 1900 |
| Ferme, 1838                          | Antoniusstraße 6 | 49° 55′ 47″ nord, 6° 17′ 52″ est |        |            |      | Image manquante Téléverser           |
| Maison, 1840/50                      | Talstraße 14     | 49° 56′ 12″ nord, 6° 17′ 41″ est |        |            |      | Image manquante Téléverser           |